# Rollhockey-Europameisterschaft der Damen 2011
Die Rollhockey Europameisterschaft der Damen 2011 fand
vom 25. bis zum 29. Oktober 2011 in Wuppertal statt. Als Veranstaltungsort diente die rund 700 Besucher fassende Wuppertaler Alfred-Henckels-Halle.
Es ist die 11. Rollhockey-Europameisterschaft und wurde zwischen fünf Teams ausgetragen. Der amtierende Europameister und Titelverteidiger ist die spanische Mannschaft. Nach der Rollhockey-Weltmeisterschaft der Herren 1997, Rollhockey-Weltmeisterschaft der Damen 2004 und Rollhockey-Europameisterschaft der Herren 2010 war es das vierte große Turnier in Wuppertal, das vom Rollschuh-Club Cronenberg e. V. (RSC Cronenberg) als Gastgeber veranstaltet wurde. Bundestrainer der Mannschaft ist Mike Neubauer.

## Das Turnier
25. Oktober 2011
- Spiel 1: Frankreich – Spanien 1:4
- Spiel 2: Deutschland – Schweiz 7:3

26. Oktober 2011
- Spiel 3: Schweiz – Portugal 1:7
- Spiel 4: Spanien – Deutschland 3:0

27. Oktober 2011
- Spiel 5: Schweiz – Frankreich 0:10
- Spiel 6: Portugal – Deutschland 3:3

28. Oktober 2011
- Spiel 7: Spanien – Schweiz 10:1
- Spiel 8: Portugal – Frankreich 4:2

29. Oktober 2011
- Spiel 9: Portugal – Spanien 2:4
- Spiel 10: Frankreich – Deutschland 2:5

Die Mannschaft aus Spanien wurde Europameister, Portugal erhielt die Silber- und Deutschland bekam die Bronzemedaille.